# ستيفن دوكت
ستيفن دوكت (بالإنجليزية: Stephen Duckett)‏ هو موظف مدني أسترالي، ولد في 18 فبراير 1950 في سيدني في أستراليا.